# Postbriefkasten

Weltkarte mit Ländern, die mit den Farben der landesüblichen Postbriefkästen gekennzeichnet sind.
Hilf mit, die Farben der noch grau gekennzeichneten Länder einzutragen.

Der Postbriefkasten dient dem Absender zur Übergabe von Briefen an ein Postunternehmen. Dieses befördert die Briefe zum Empfänger und legt diese in dessen Hausbriefkasten oder in einem für ihn in der örtlichen Filiale eingerichteten Postfach ab.

## Geschichte

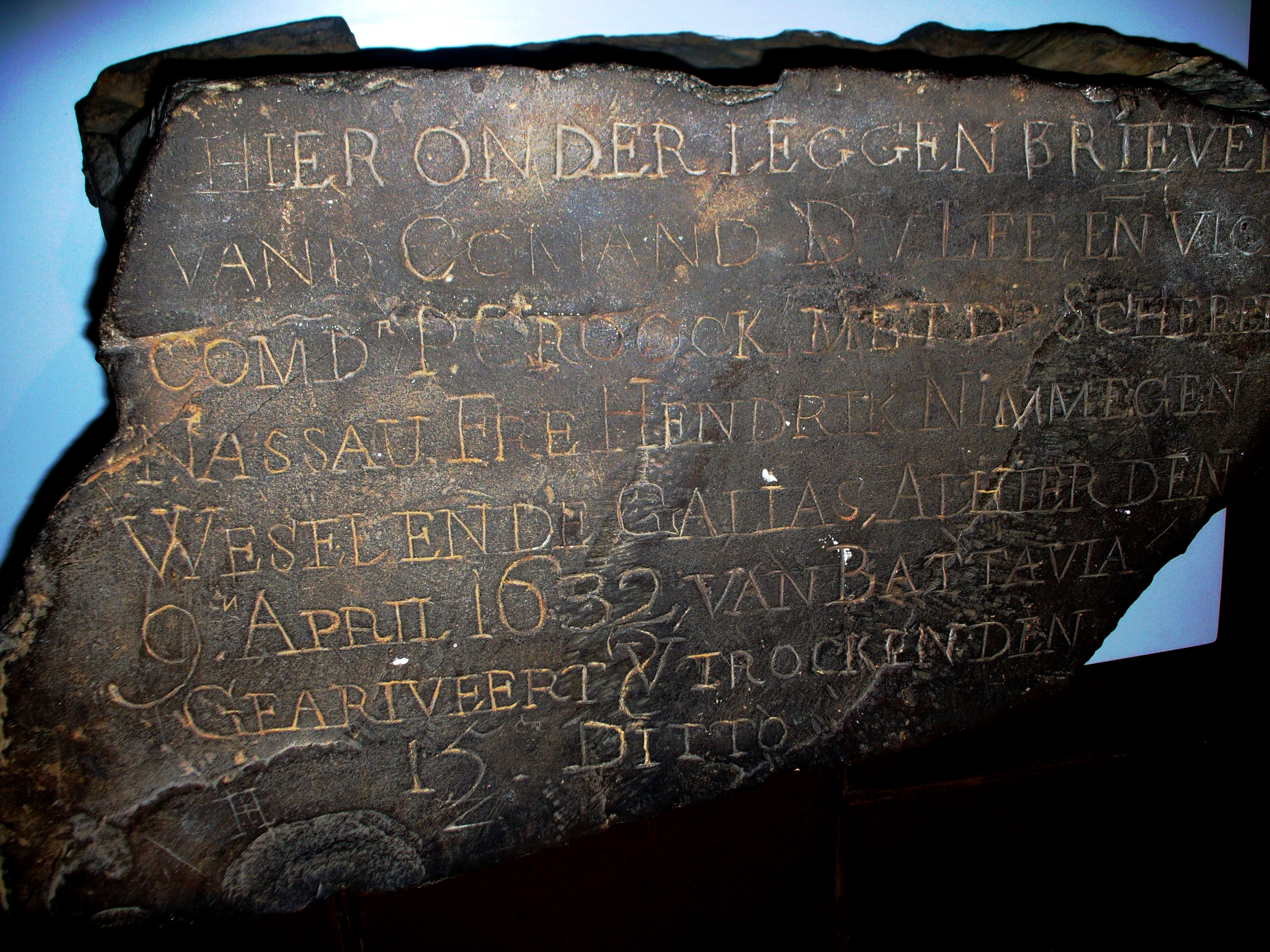
Steinbriefkasten, gefunden an der Küste Südafrikas, mit niederländischer Inschrift von 1632: „Hierunter liegen Briefe von dem Kommandanten D.V. Lee und Vicekommandanten P.C. Roock mit den Schiffen …, hier am 9. April 1632 von Batavia angekommen, abgefahren am 15.“

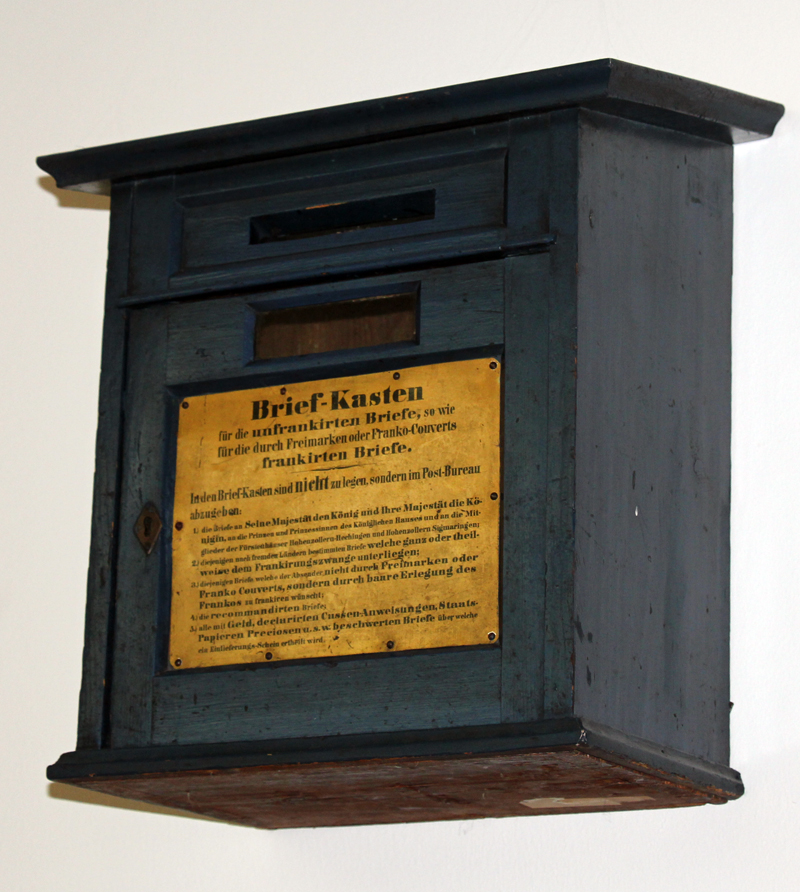
„Brief-Kasten“ der preußischen Post mit Verhaltensregeln, um 1850

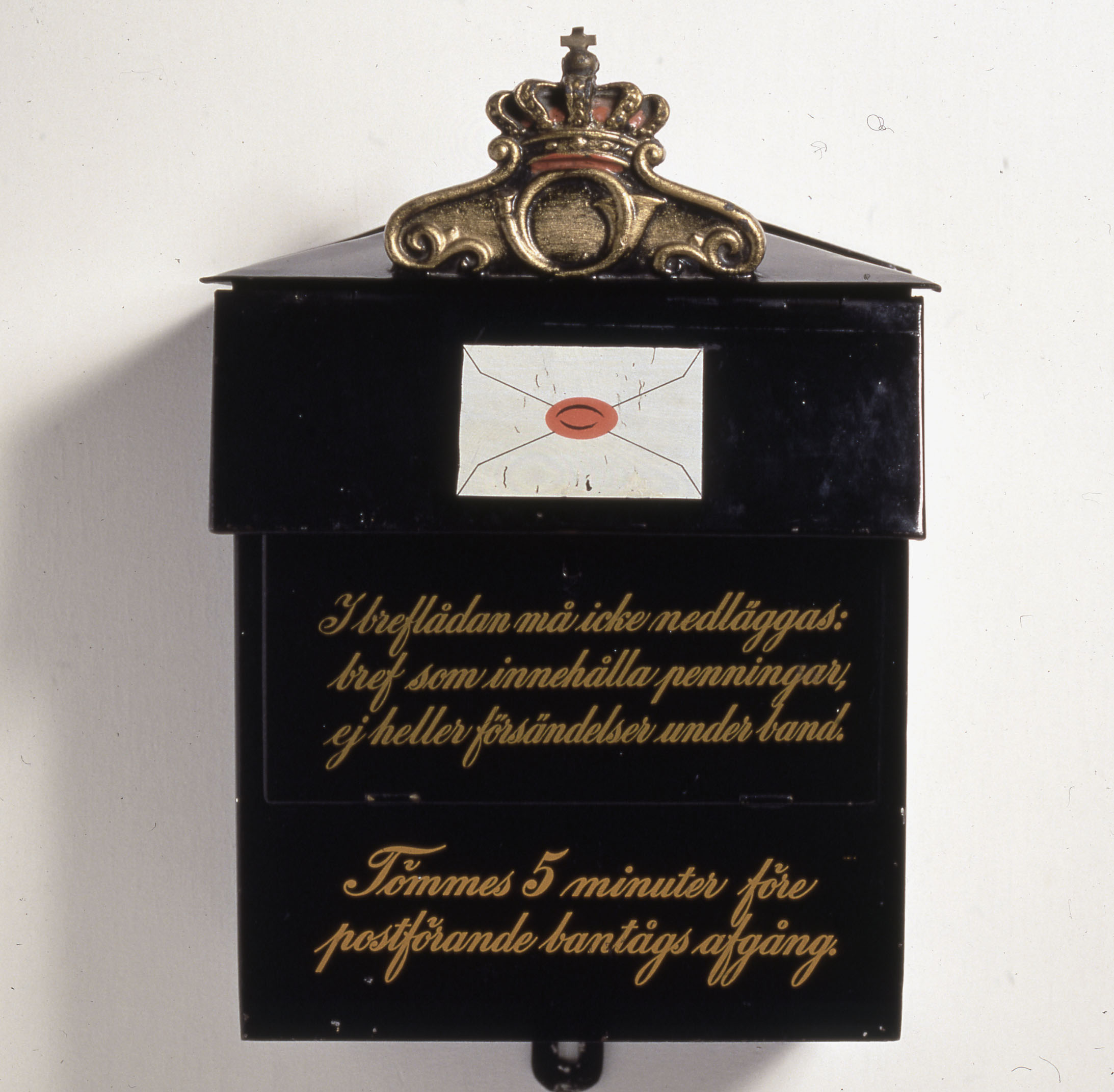
Schwedischer Briefkasten von 1871

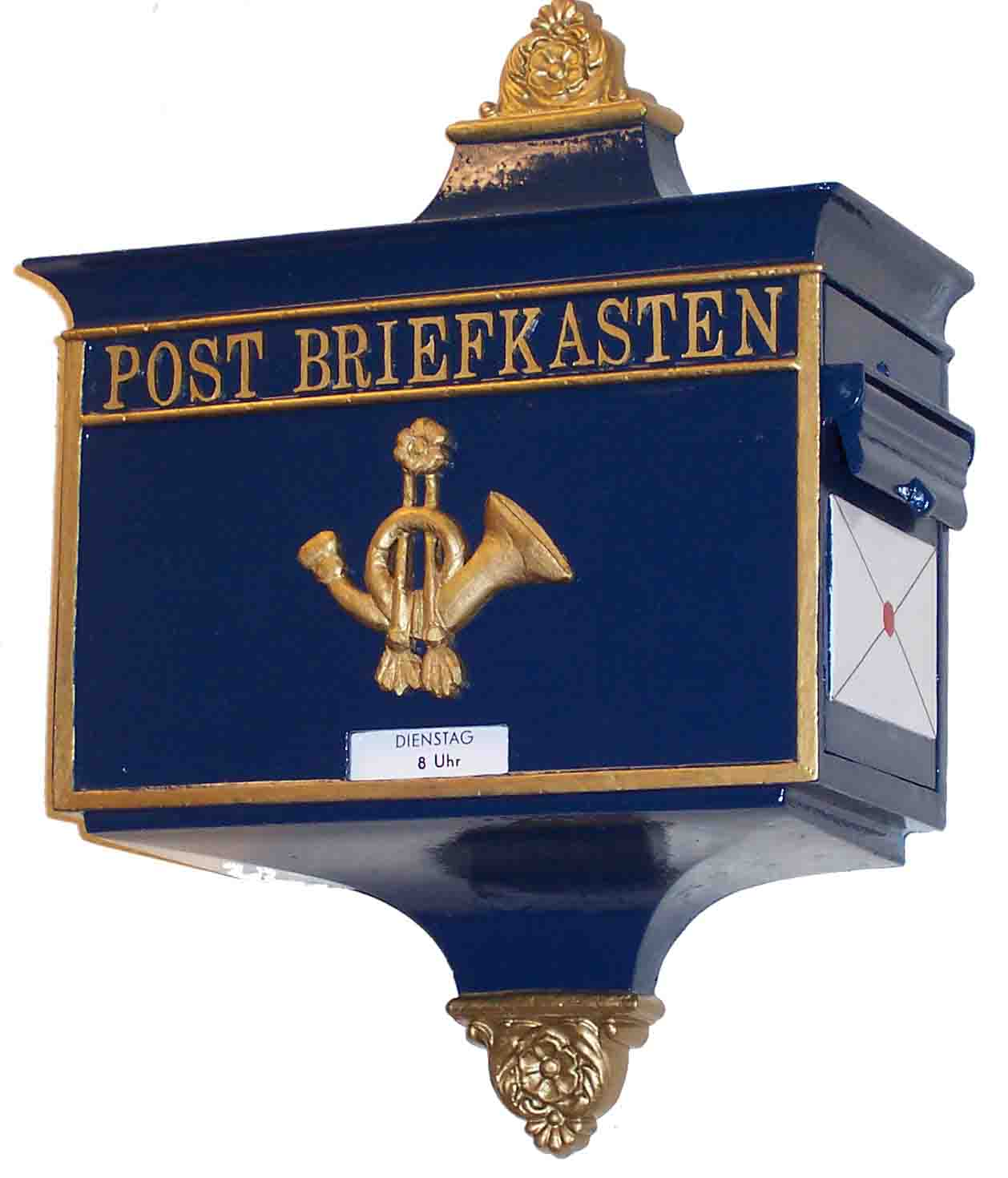
Blauer Landbriefkasten um 1885 aus Gusseisen mit erhabener Schrift in Goldbronze, Posthorn und Brief mit Siegel. Die Leerung erfolgte über die Seitentür.

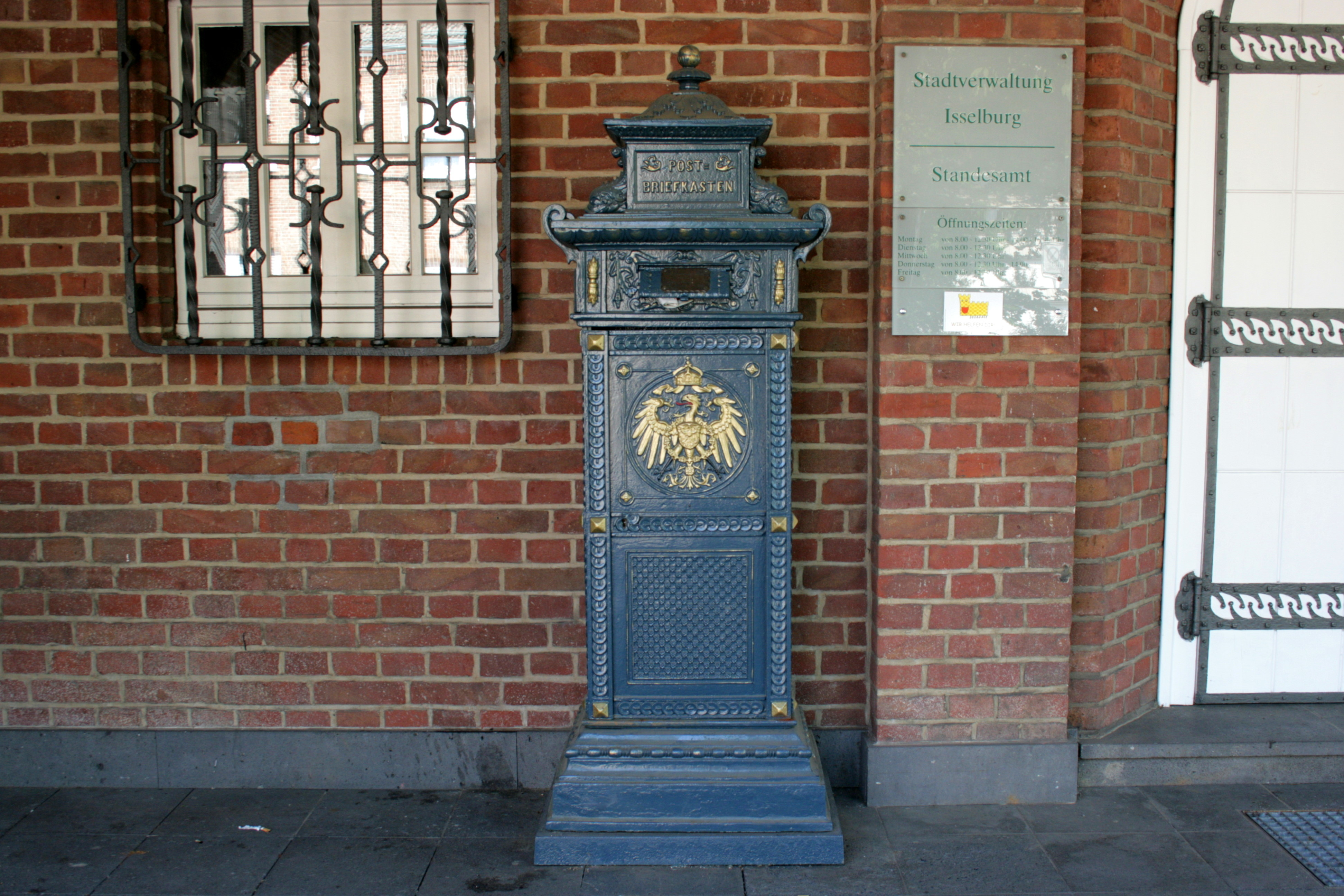
Um 1900 wurden 27 Renaissance-Säulenbriefkästen von einer Gießerei am Niederrhein hergestellt

Es kann angenommen werden, dass bereits bei antiken Reit- und Botenposten an den Sammelstellen Behälter, Kisten oder tonnenartige Gefäße aufgestellt waren, um Nachrichten, die befördert werden sollten, bis zur Ankunft des Boten oder Reiters aufzubewahren. Eine viel ältere Einrichtung dürften dafür allerdings die Felleisen und Postbeutel sein.
Nach einigen Informationen wurden im 16. Jahrhundert in den Kirchen von Florenz hölzerne Kästen, tamburi genannt, aufgestellt, in denen die Bevölkerung anonyme Anzeigen für die Regierung einlegen konnte, um diese vor Anschlägen und Verbrechen zu warnen. Später sollen diese Kästen von den Briefboten dazu benutzt worden sein, auch die Post, welche an die Geistlichen gerichtet war, dort einzuwerfen.
Diese Briefkästen sind also eher die Vorfahren der heutigen Hausbriefkästen.
Erste Abbildungen von Briefkästen findet man in Chroniken aus dem 17. Jahrhundert. Das vom Kupferstecher und Verleger Christoph Wiegle herausgegebenes Ständebuch enthält unter der Überschrift „Der Postillon und Bott“ des Holländer Caspar Luyken ein Straßenbild an einem kleinen Hafen, auf dem im Hintergrund ein Haus, wahrscheinlich ein Postgebäude, zu sehen ist. An der Außenwand des Hauses ist ein Briefkasten angebracht, in dem ein Passant gerade einen Brief einwirft, in Kupfer gestochen. Luken hat damit sicher die ihm bekannten Verhältnisse in Holland darstellen wollen, wo schon Ende des 17. Jahrhunderts Briefkästen gebräuchlich waren. Den Kupferstich hat Abraham à Staat Clara für sein Buch „Etwas für alle“ übernommen.
1633 wird ein „Steinbriefkasten“ erwähnt, hierbei dürfte es sich um einen Vorläufer handeln, der in der Seefahrt benutzt wurde. Seefahrer haben an exponierten Stellen, zum Beispiel bei der Aufnahme von Trinkwasser und Verpflegung an der Südküste Afrikas, Briefe unter Steine gelegt in der Hoffnung, dass Schiffe, die in Gegenrichtung fuhren, diese Briefe in die Heimat mitnehmen würden. Bekannt ist beispielsweise, dass Holländer am Kap der guten Hoffnung eine Nachrichtenvermittlungsstelle geschaffen haben.
An einem bestimmten Ort benutzten sie einen hohlen Stein, „in welchen sie Briefe legten, damit andere vorbeifahrende Holländer von ihrer Reise und Fahrt, von nun wo sie ausgegangen, und wohin sie gereist und was ihnen begegnet, Nachricht haben mögen“. Teilweise wurden diese steinern Kästen bis ins 20. Jahrhundert benutzt, um 1928 wurde ein solcher Poststein im naturhistorischen Museum in Kapstadt aufbewahrt.
Ebenfalls 1633 findet sich eine erste schriftlich dokumentierte „Post Capsell“ am Haynischen Stadttor der niederschlesischen Stadt Liegnitz. Die Stadt Breslau unterhielt ab der zweiten Hälfte des 16. Jahrhunderts einen Botendienst nach Leipzig. Die an der Route liegende Stadt Liegnitz wollte sich die Vorteile dieses Botendienstes nicht entgehen lassen. In einer Verordnung vom 16. März 1633 wurde die Anbringung dieses Postkästleins angeordnet. Laut Botenverordnung von 1596 hatten die Breslauer Boten die Briefe „ohne Lohn“ mitzunehmen und abzugeben, so dass eine Gebührenerhebung entfiel. Zwar ist dieser Briefkasten nur eine Begleiterscheinung des städtischen Botendienstes Breslau – Leipzig und damit noch nicht Bestandteil eines regulären Postdienstes, dürfte aber somit trotzdem der erste dokumentierte Briefkasten sein.
In Hamburg bestand seit 1590 ein „Freistädtischer Botendienst“. 1641 ließ die Stadtverwaltung im „Posthause“ eine Anzahl hölzerner Briefkästen aufstellen. Diese waren nach Bestimmungsort sortiert und damit die ersten „Richtungsbriefkästen“.
1653 verlieh Ludwig XIV. dem Unternehmer, Stadt- und Hofrat Jean-Jacques Renouard de Villayer das Recht, im Verkehr der Pariser Stadtpost in einzelnen Stadtbezirken Briefkästen aufzustellen. Hierzu wurden etwa 15 Briefkästen in den Straßen eingerichtet. Ab dem 8. August 1653 konnte man in Vorverkaufsstellen sogenannte „billets de port payé“ für einen Sou kaufen. Die Papierstreifen mussten „am Brief befestigt oder um ihn herumgeschlungen oder in denselben hineingesteckt oder auf irgendeine andere Art angebracht werden, so dass der Beamte es sehen und leicht entnehmen kann“, wie es in der Vorschrift hieß. Die Briefkästen wurden dreimal täglich geleert. Allerdings hatte dieser Postdienst nur etwa acht Jahre Bestand.
Auf der Insel St. Helena lassen sich 1658 mehrere Briefbehälter nachweisen, in denen Sendungen eingelegt werden konnten, die von vorbeifahrenden Seeleuten weiterbefördert wurden. Solche Sammelkästen finden sich auch heute noch auf einsamen Inseln oder an abgelegenen Seestraßen.
Ein Briefkasten bei der preußischen Post wird zuerst 1766 erwähnt, dieser befand sich im Posthaus zu Berlin. Mit der allgemeinen Einführung von Briefkästen, welche aus Holz gefertigt waren, begann die preußische Post erst 1823 aufgrund eines gutachtlichen Berichts des Oberpostamts in Köln von 1818. Dieser erste Briefkasten war ein mit weißer Ölfarbe angestrichener Holzkasten, der unten geöffnet wurde. Auf der Vorderseite waren auf Papier gedruckte „Verhaltungs-Regeln“ befestigt.
In England wurden Briefkästen 1809 eingeführt.
1830 folgte die Post des Königreichs Württemberg, kurz darauf die der Bayerischen Post. Hier bestanden zunächst Sicherheitsbedenken gegen außen an Gebäuden angebrachte Briefkästen und die Post führte deshalb Einwurfschlitze in Postgebäuden ein. Außenbriefkästen gab es in Bayern ab 1845. In die Briefkästen konnten nur nichtfreigemachte Briefe eingelegt werden, da Briefmarken noch unbekannt waren. Erst mit der Einführung der Postwertzeichen, der One Penny Black im Vereinigten Königreich am 6. Mai 1840 bzw. dem Schwarzen Einser am 1. November 1849 im Königreich Bayern, wurden Briefkästen überall in größerer Zahl aufgestellt.
Nach 1860 wurden die ersten Briefkästen aus Gusseisen hergestellt, um 1910 kamen dann die ersten aus Stahlblech auf.

## Farben und Formen

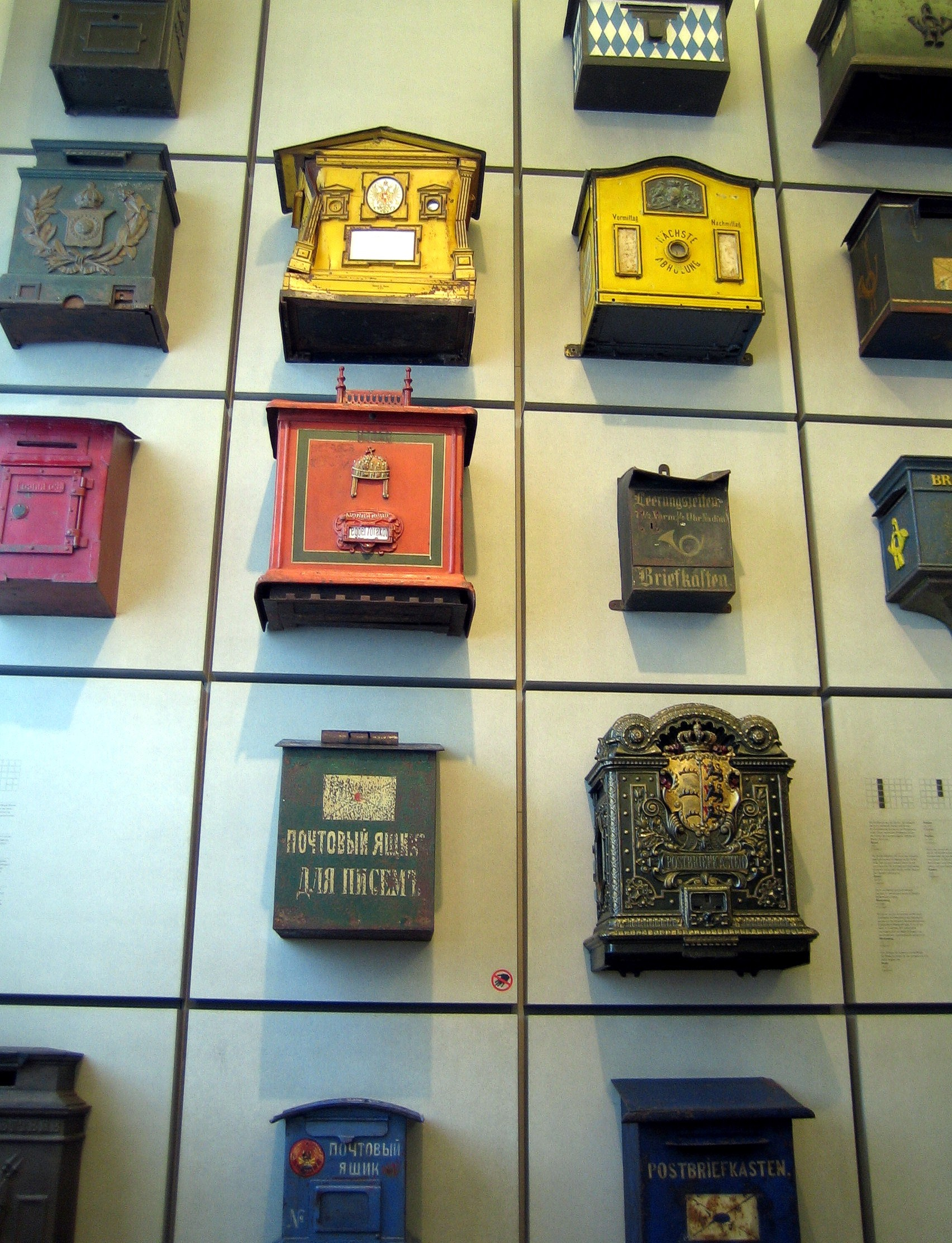
Verschiedene Post-Briefkästen im Museum für Kommunikation Berlin.

Briefkästen haben international unterschiedliche Farben (siehe Abbildung Weltkarte in Briefkastenfarben) und Formen.
Die Briefkästen der Deutschen Bundespost bzw. jetzt der Deutschen Post (siehe: Postbriefkasten (Deutschland)), der Österreichischen Post, der Schweizer Post, sowie der La Poste in Frankreich sind gelb gehalten. In anderen Ländern, wie zum Beispiel Australien, Dänemark, England, Italien und Polen haben die Briefkästen einen rötlichen Ton. In den Vereinigten Staaten und in Russland sind sie blau. In Tschechien und den Niederlanden werden orange Kästen eingesetzt.

## Statistik
In einer 1877 veröffentlichten Statistik erschienen die Seychellen, Curaçao und das französische Gebiet am Gabun mit je einem Briefkasten.
Weiter gelistet waren Britisch-Guayana mit fünf, Persien mit sechs, St. Pierre und Miquelon mit zusammen sieben, Hongkong mit 12, die Gesellschaftsinseln mit 30, Neu-Kaledonien mit 35, Ägypten mit 36, Martinique mit 37, Reunion mit 67, Rumänien mit 629, Japan mit 903, die Niederlande mit 1481, Schweden mit 2827, die Schweiz mit 4780, Belgien mit 5082, Britisch-Indien mit 5454, Russland mit 6501, Österreich mit 7827 und Ungarn mit 2848, Italien mit 11.000, die Vereinigten Staaten von Amerika mit 12.800, Großbritannien und Irland mit 25.082, Frankreich mit 45.479 und allen voran Deutschland mit 50.491 Briefkästen.
Diese verteilten sich auf das Reichspostgebiet wie folgt: 41.705 Postbriefkästen, davon 14.290 auf Orte mit Postanstalten, 26.209 auf Orte ohne Postanstalten und 1206 auf Eisenbahn-Postwagen.

## Länderspezifische Artikel

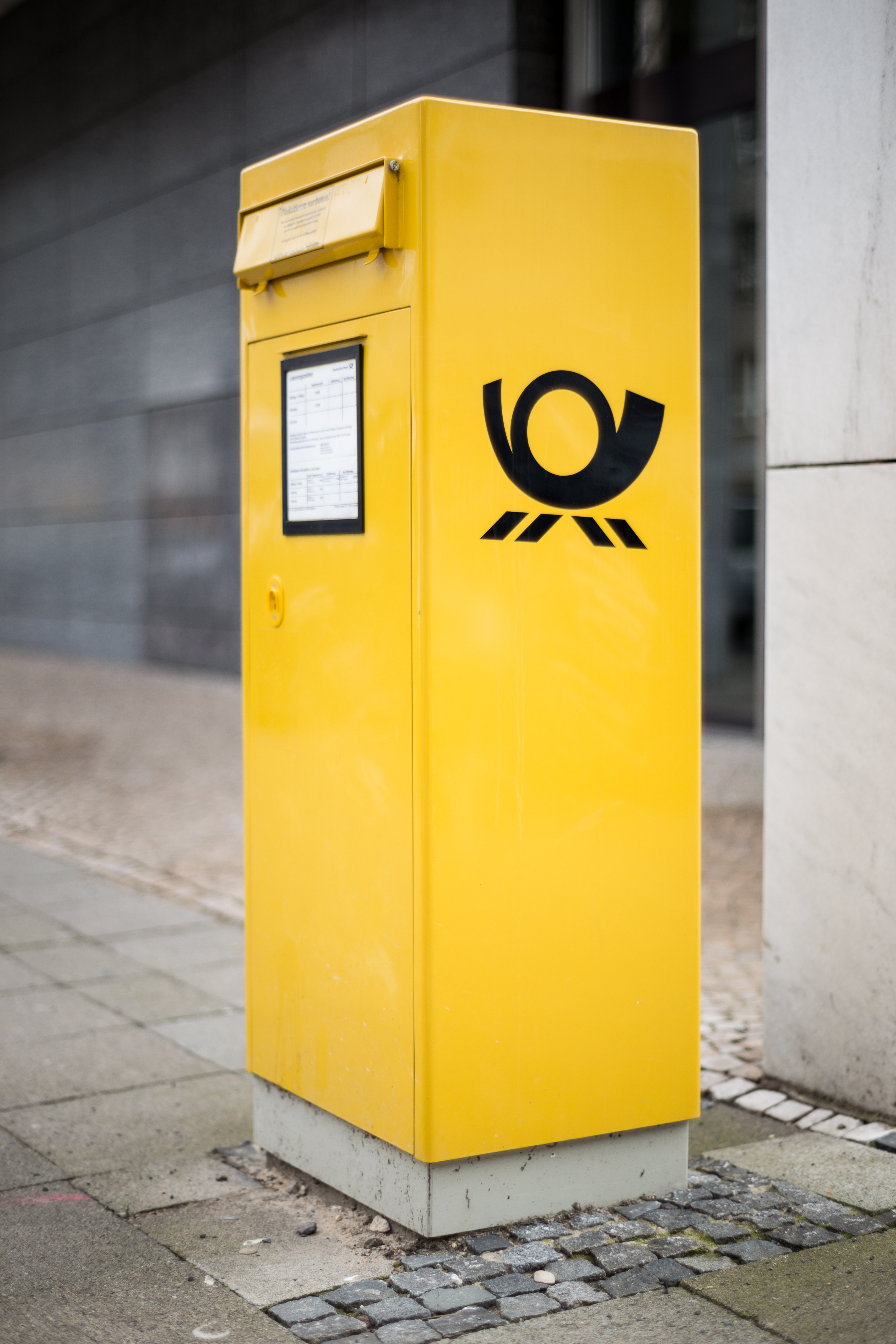
Postbriefkasten (Deutschland) der Deutschen Post AG
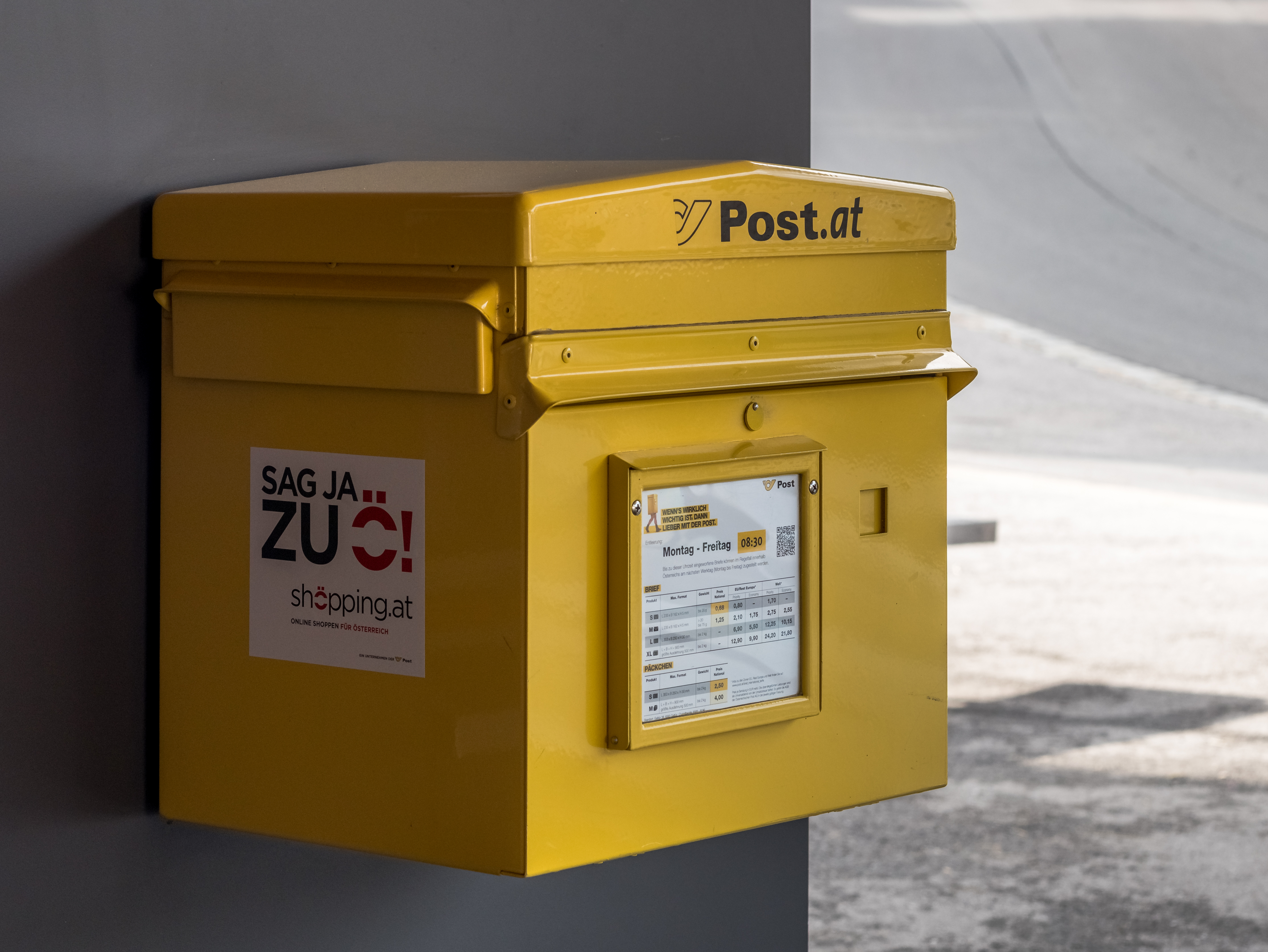
Postbriefkasten (Österreich) der Österreichischen Post AG
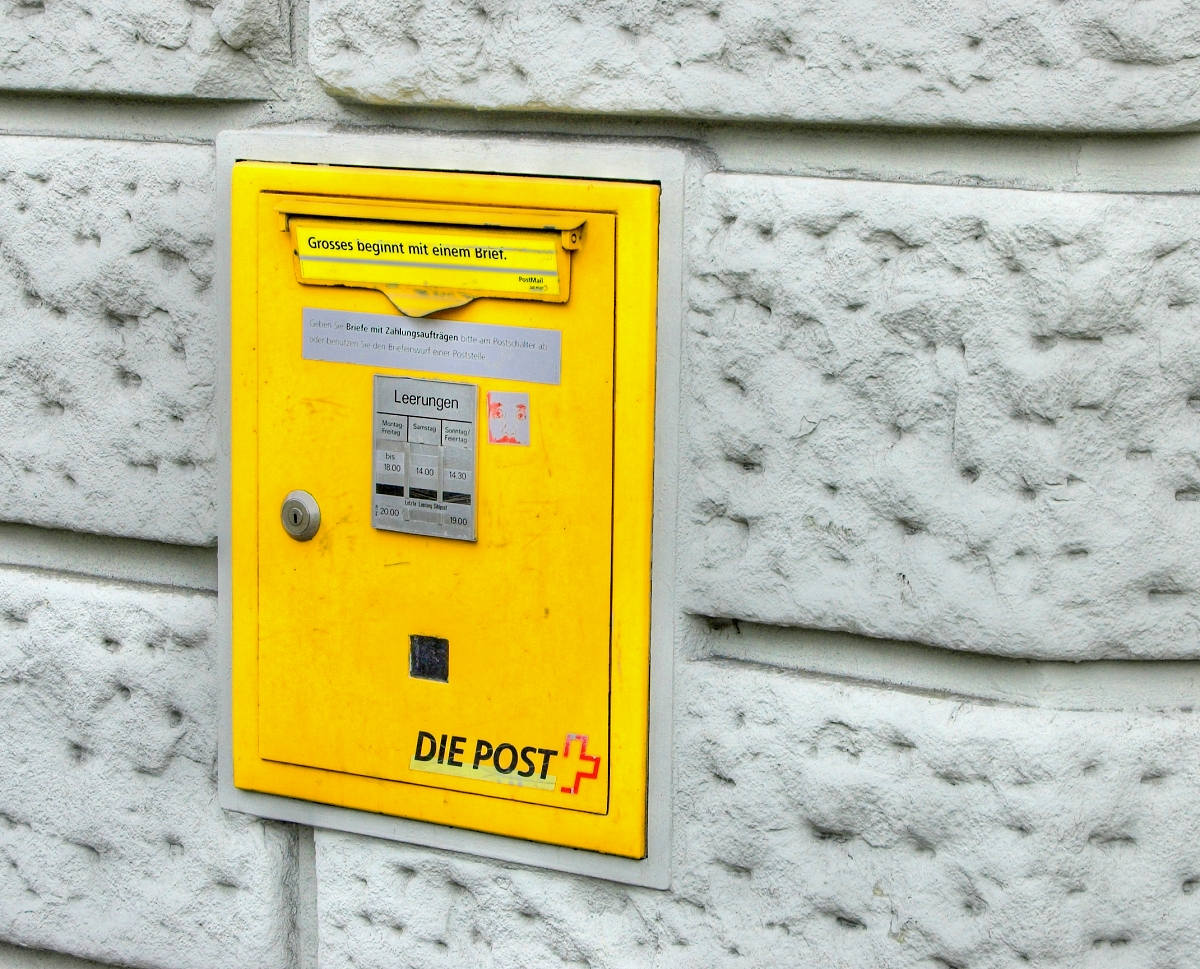
Postbriefkasten (Schweiz) der Schweizerischen Post
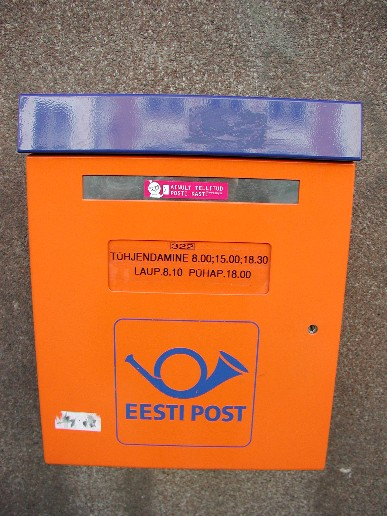
Postbriefkasten der Eesti Post in Tallinn/Estland
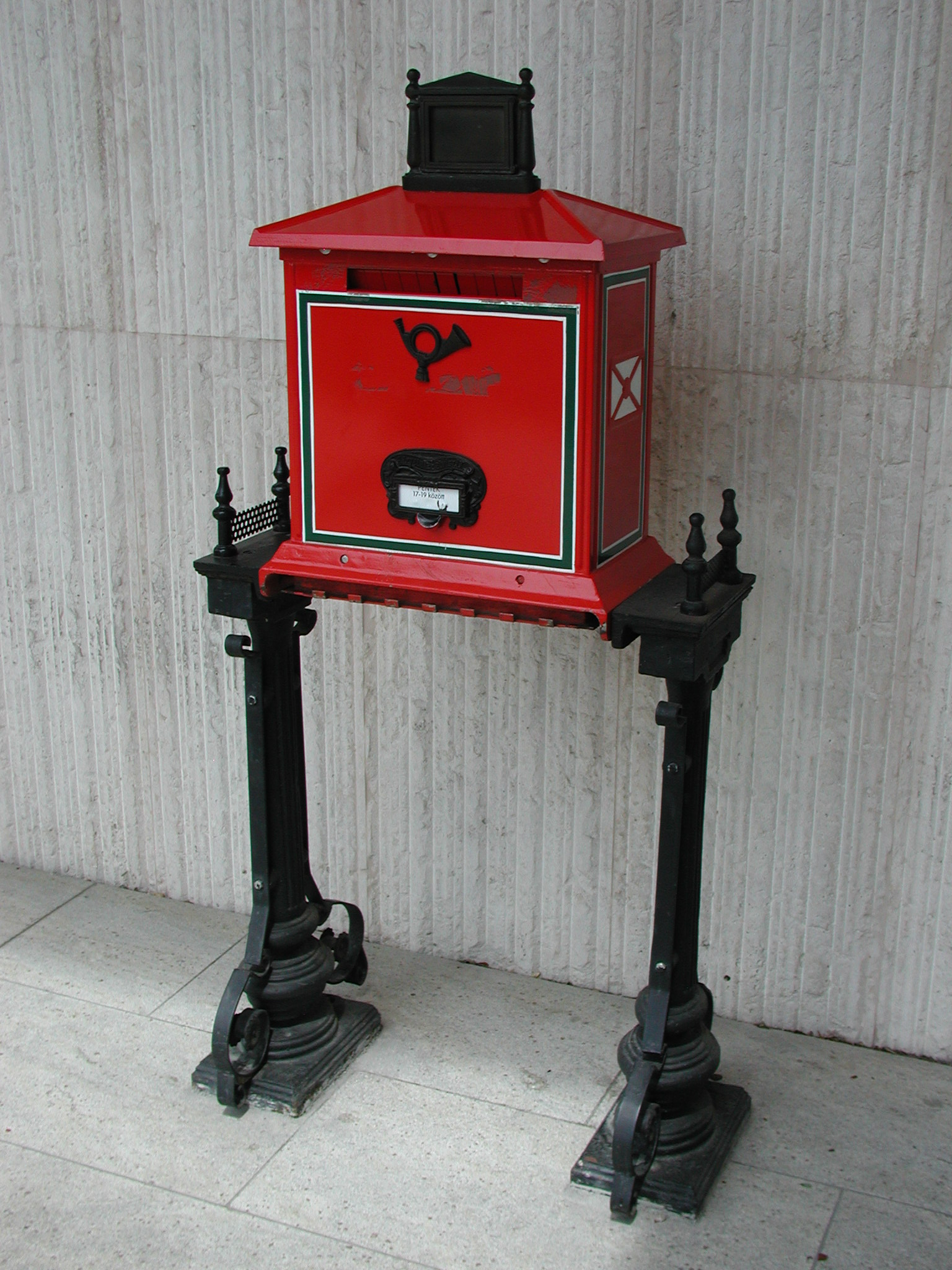
Postbriefkasten in Budapest/Ungarn
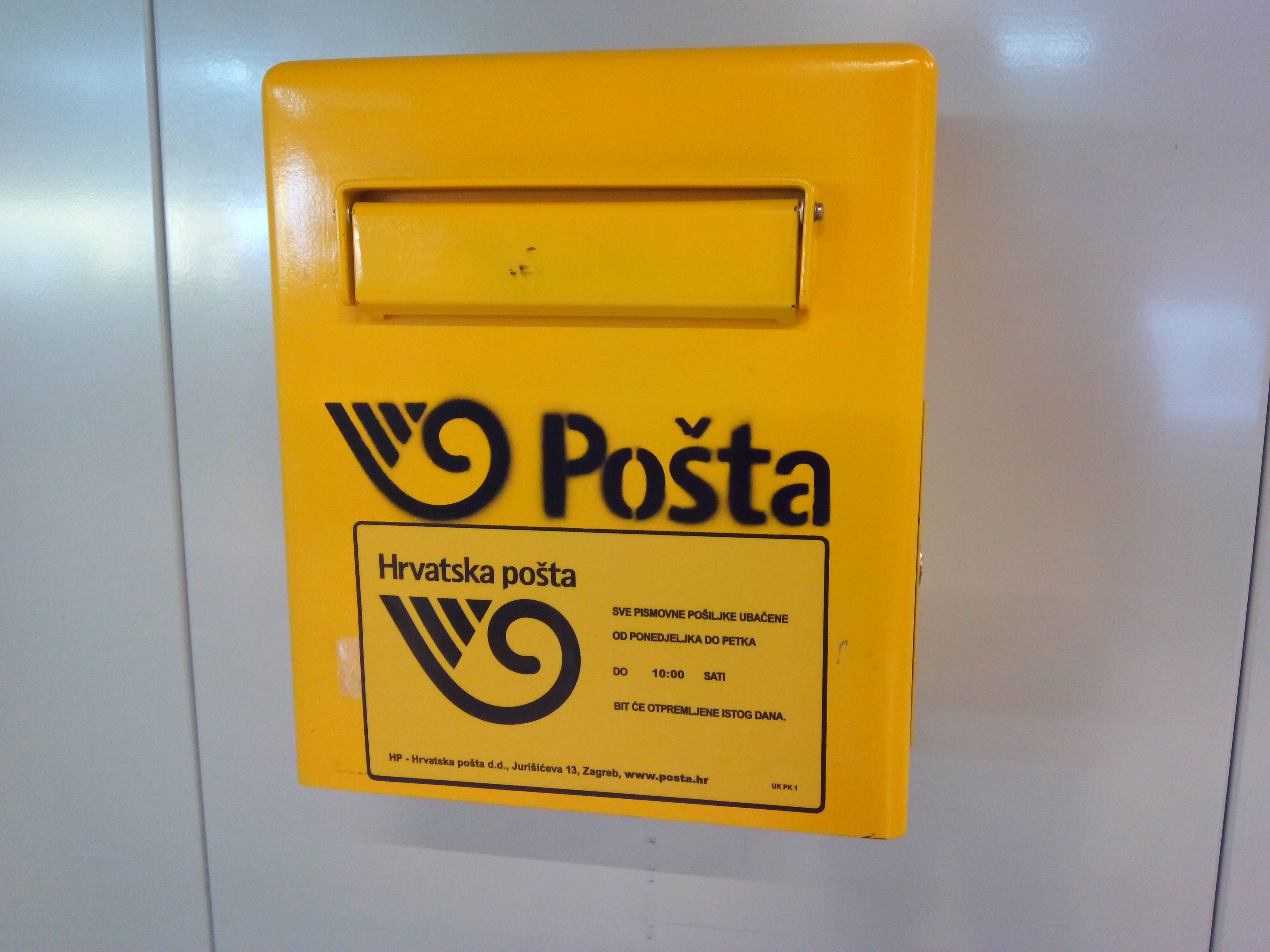
Postbriefkasten am Flughafen Dubrovnik, Kroatien
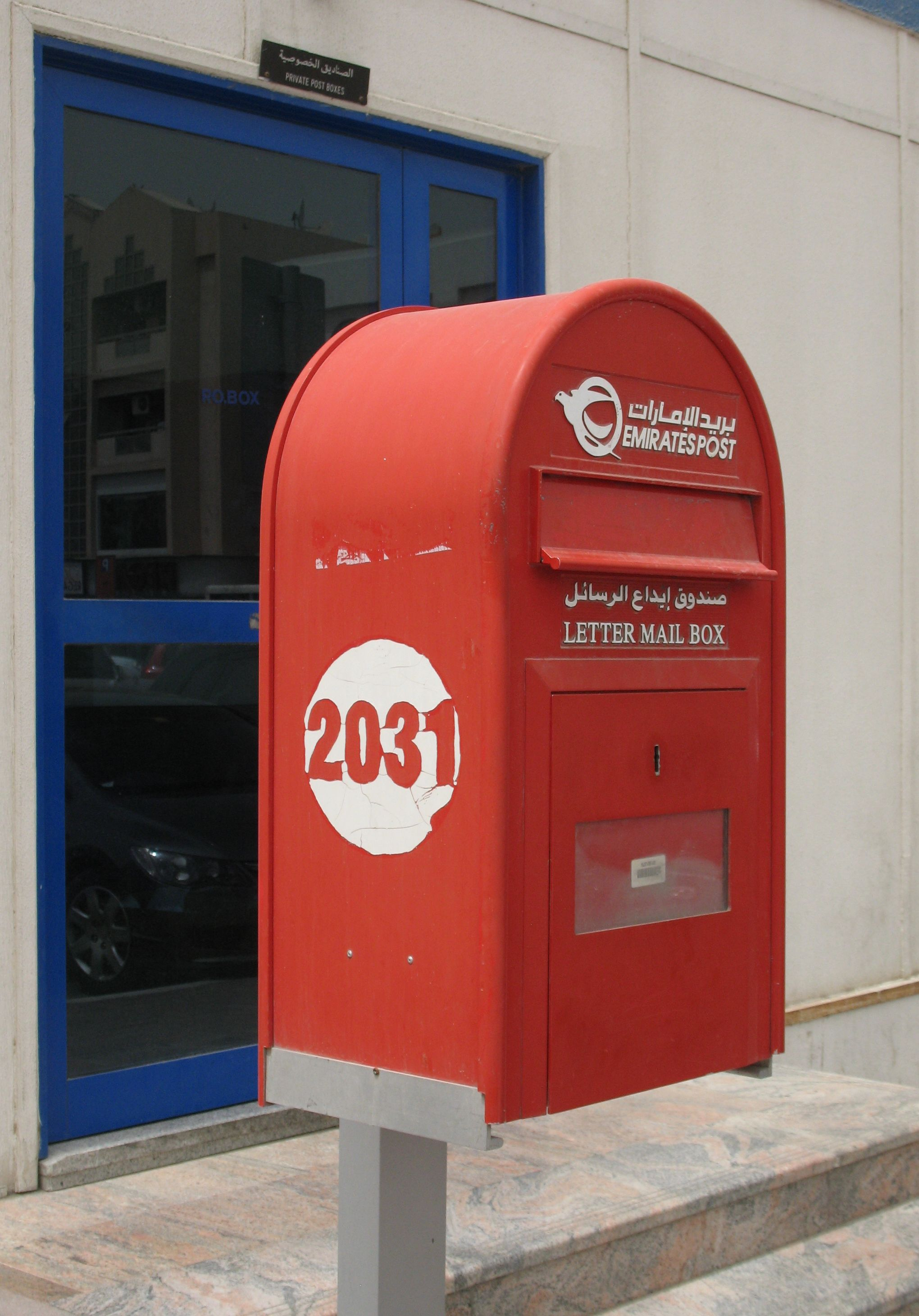
In Dubai, Vereinigte Arabische Emirate
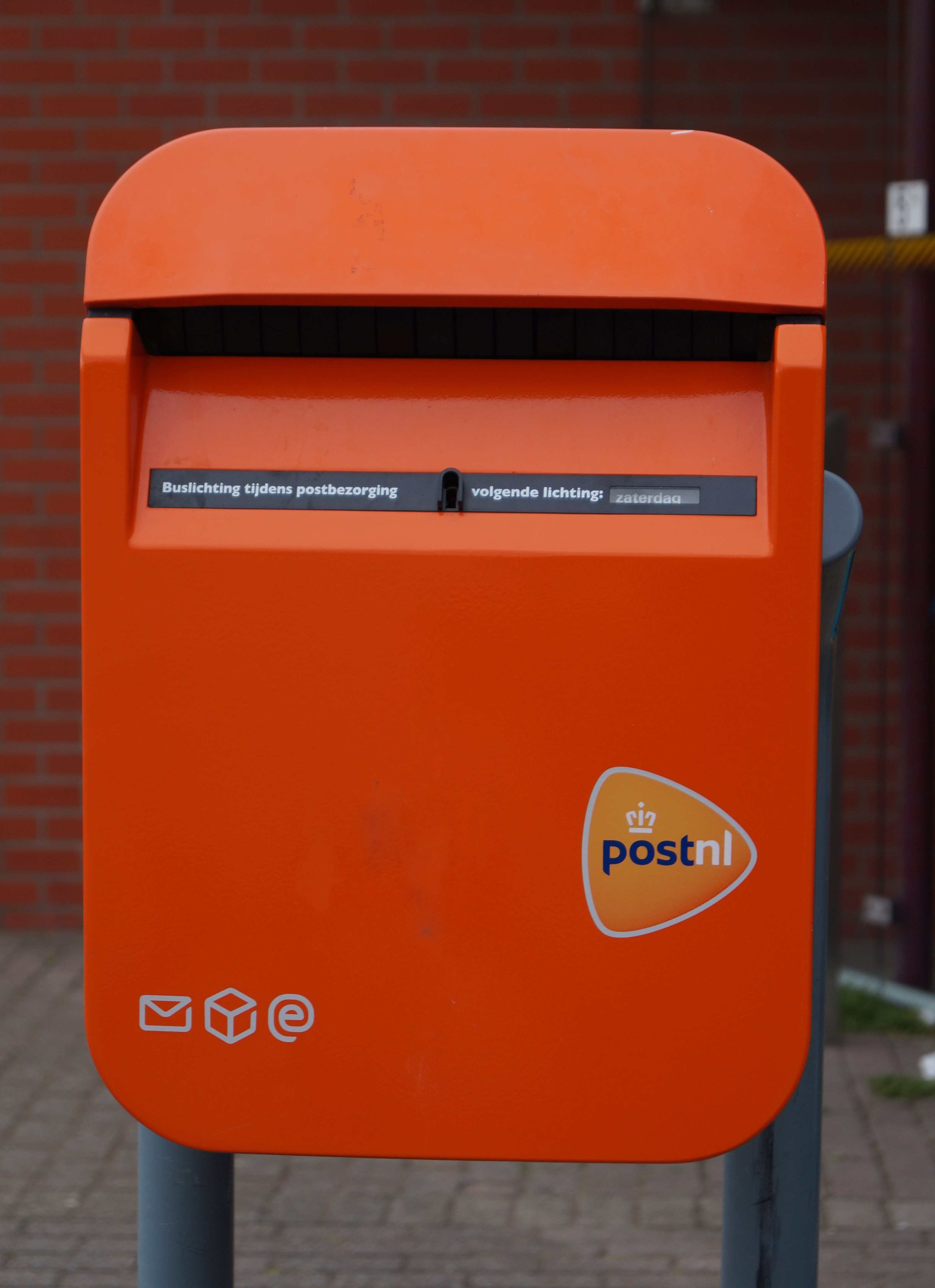
Postbriefkasten Niederlande
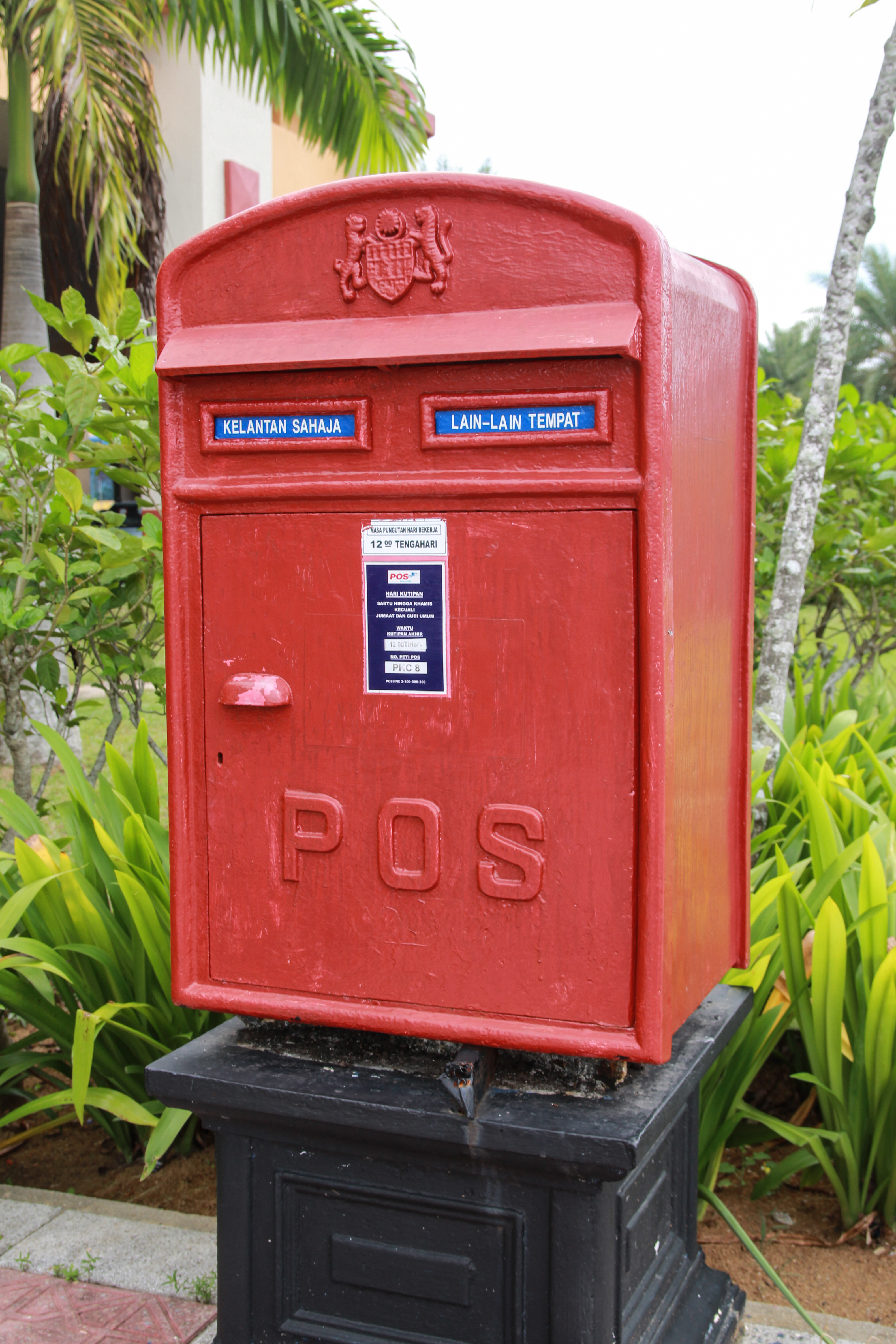
Postbriefkasten in Malaysia
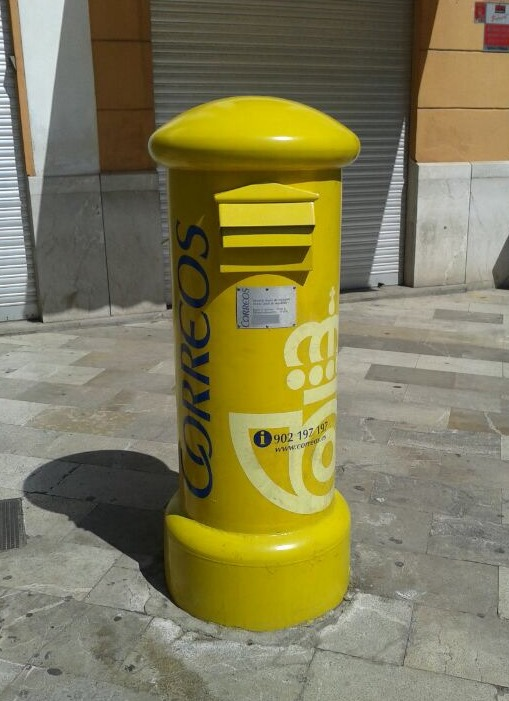
Postbriefkasten in Palma, Spanien
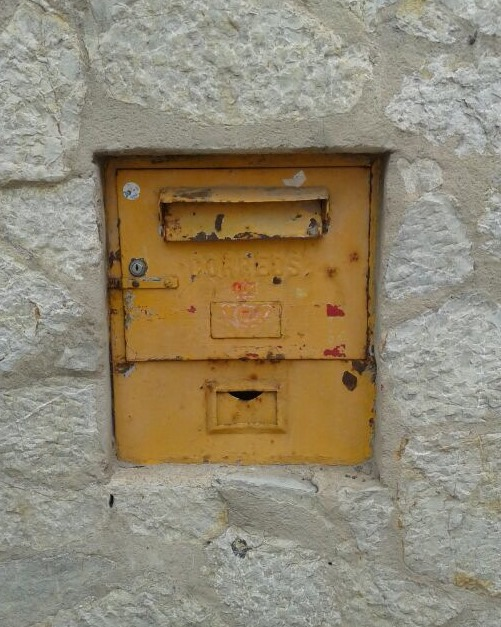
Alter Postbriefkasten (außer Betrieb) auf Mallorca, Spanien
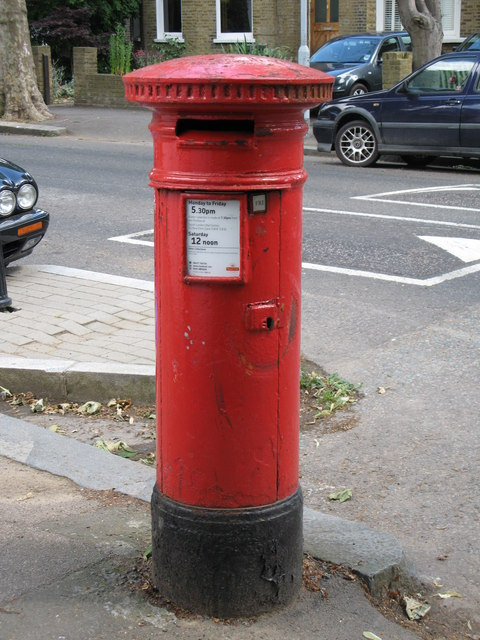
Säulenbriefkasten (Vereinigtes Königreich)
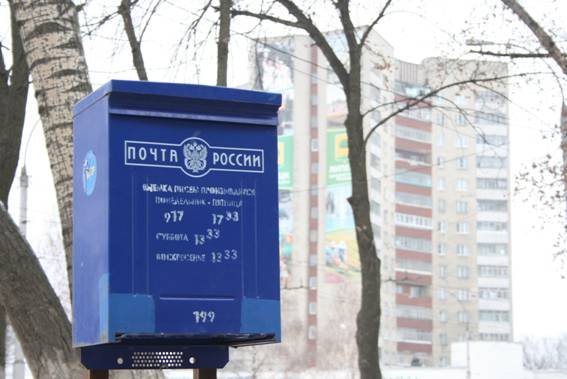
Postbriefkasten in Russland
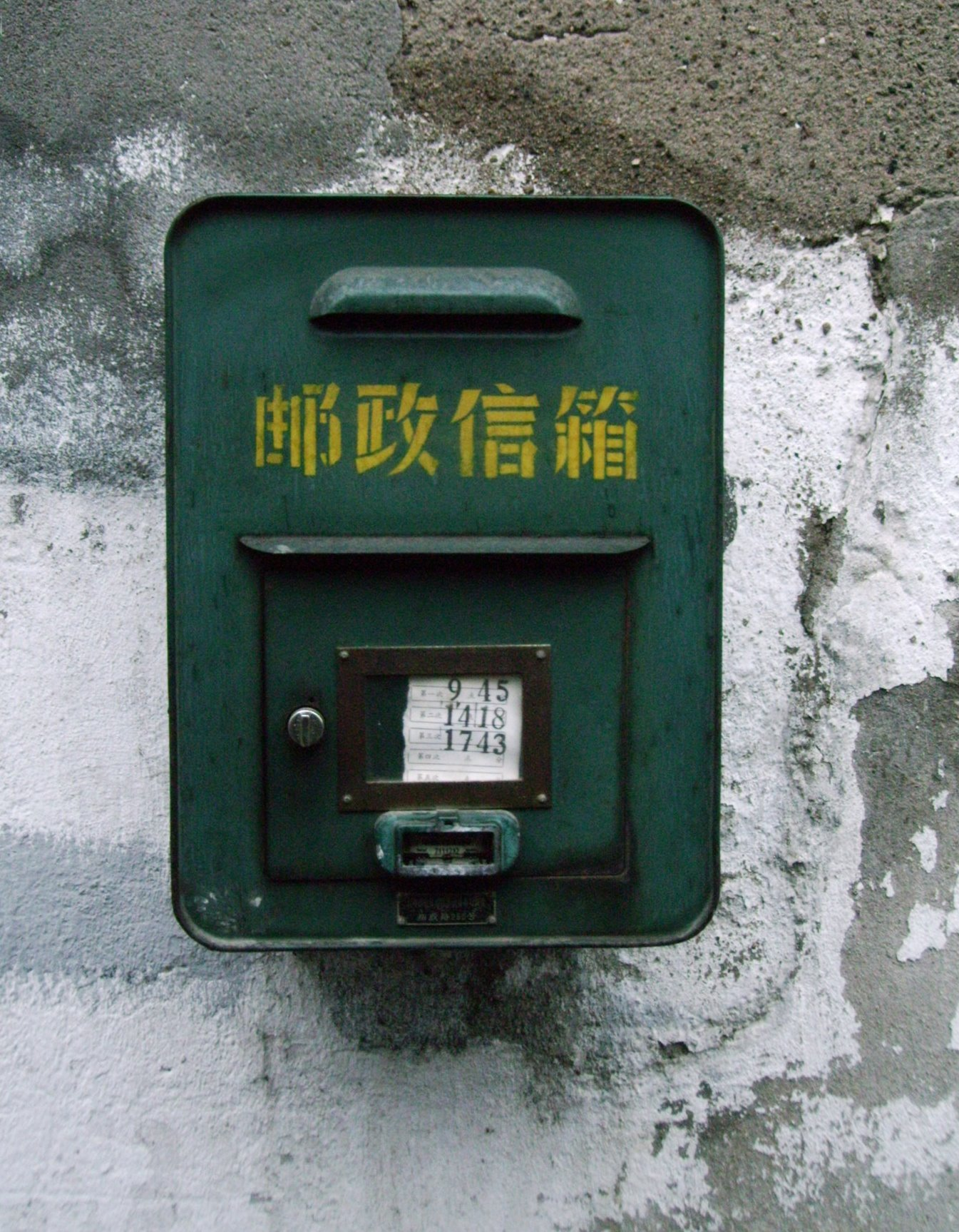
Postbriefkasten Volksrepublik China
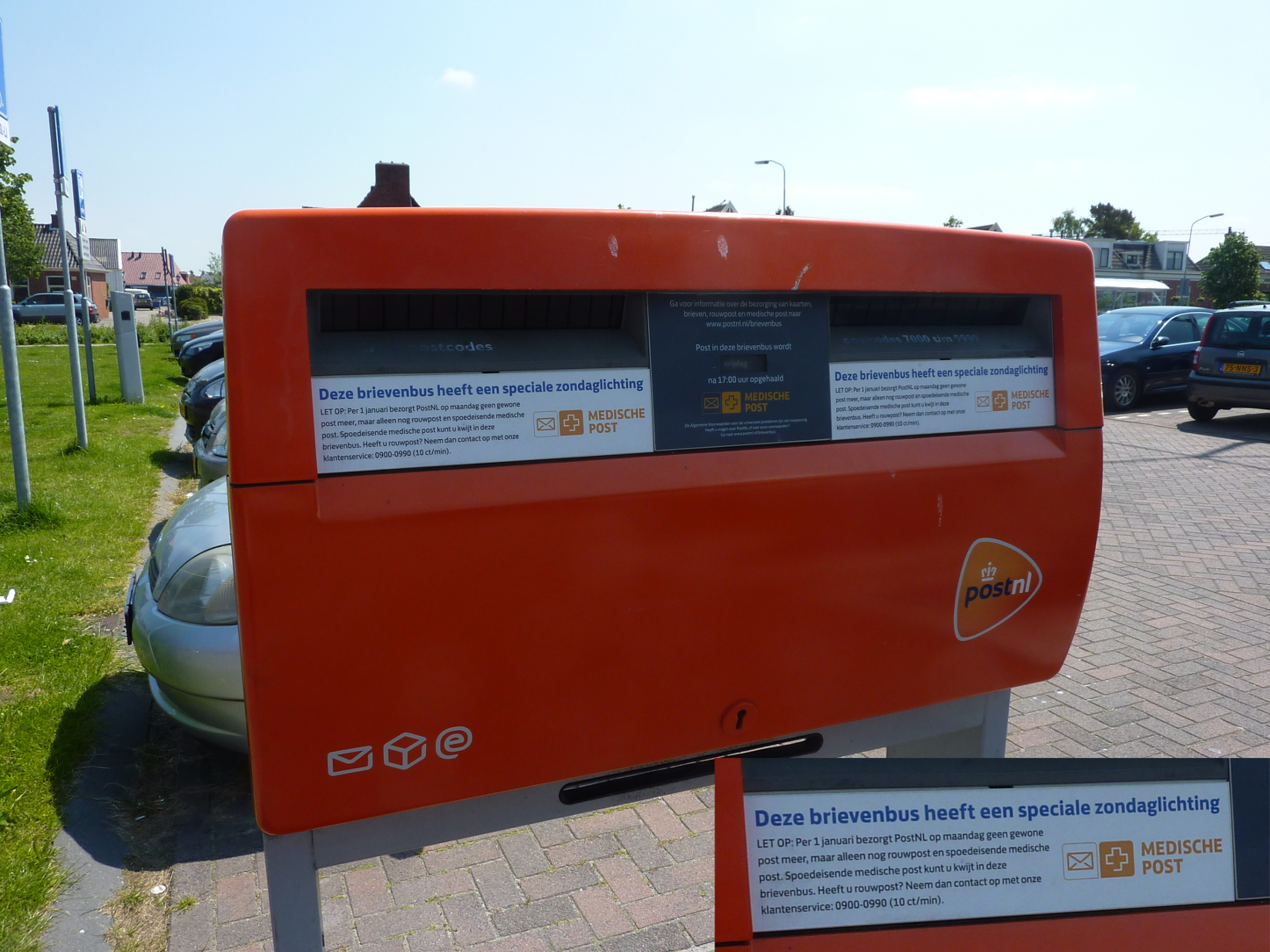
Niederländischer Zweifach-Postbriefkasten mit Sonntagsleerung
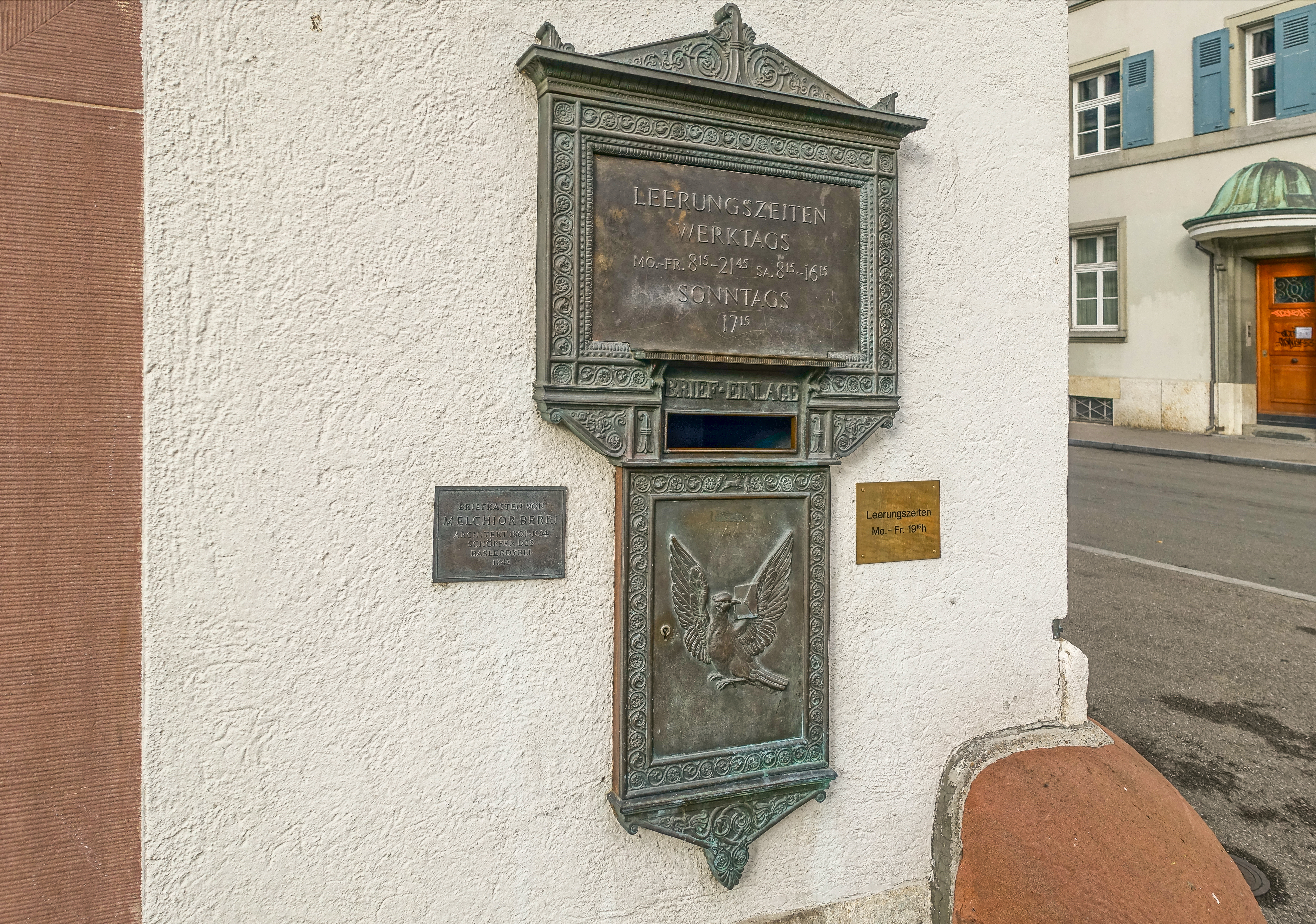
Melchior Berri: Briefkasten mit dem Basler Dybli, Basel
Postbriefkasten der Irischen Post
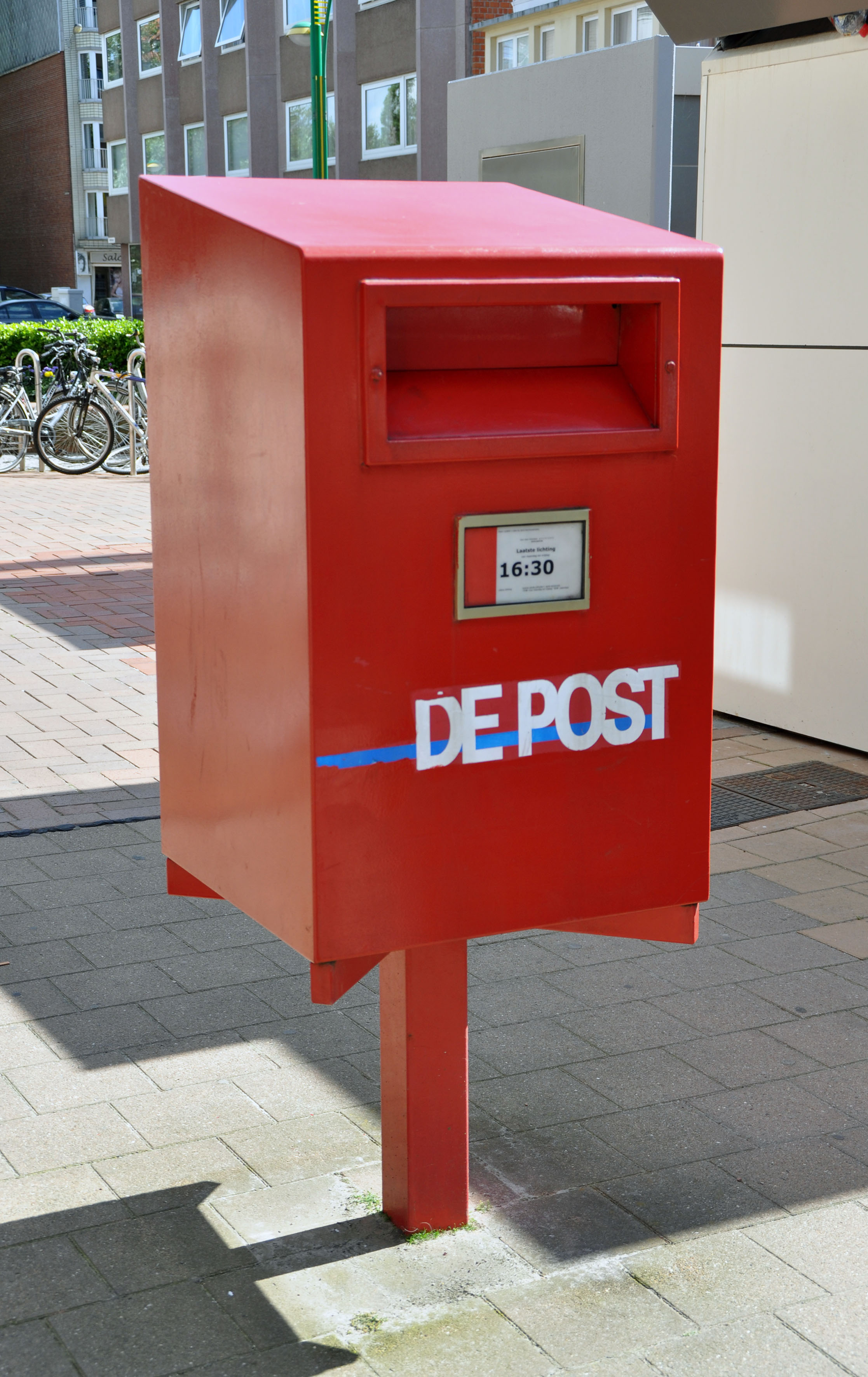
Postbriefkasten in Belgien mit der Aufschrift De Post, der alten niederländischen Bezeichnung für bpost.
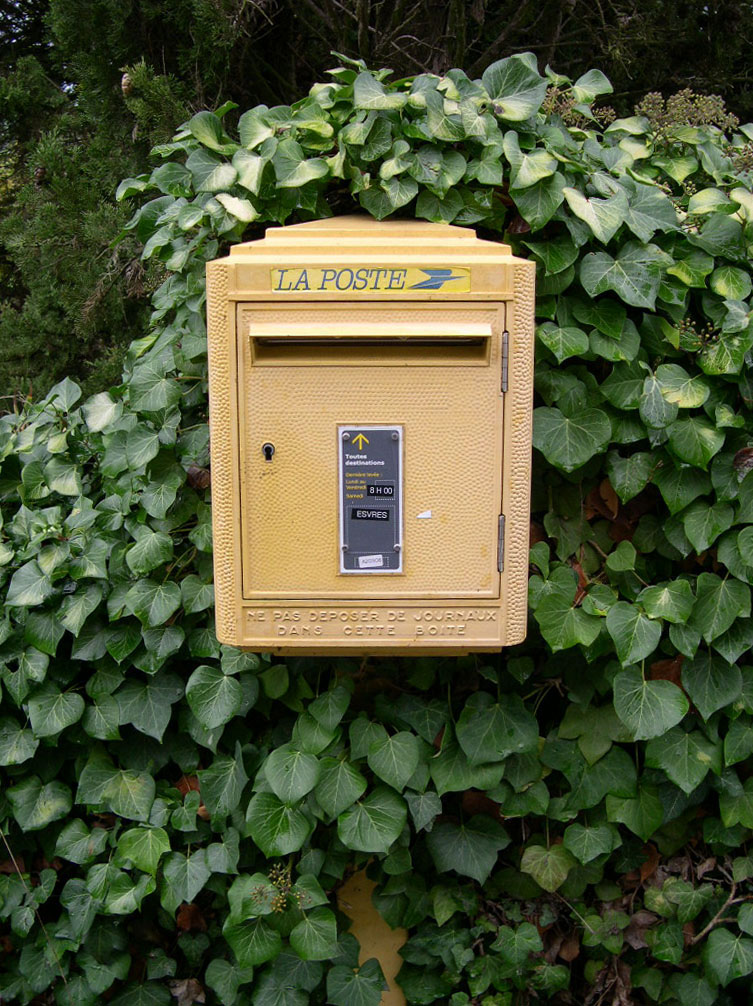
Postbriefkasten in Frankreich, verwaltet von La Poste.